# Где горит огонь
Где горит огонь (тур. Ateşin Düştüğü Yer) — турецкий фильм 2012 года, посвящённый проблеме убийств чести.

## Сюжет
По словам режиссёра Исмаила Гюнеша, на создание фильма его вдохновила статья в газете, которую он прочёл в 2003 году.
Молодая девушка Айше теряет сознание. Её отвозят в больницу, при обследовании выясняется, что девушка беременна. Несмотря на давление родни, Айше отказывается назвать имя отца ребёнка. Родственники девушки, обсудив ситуацию, решают, что беременность Айше может запятнать честь семьи. Они решают, что позор можно смыть только кровью. Отец Айше соглашается с этим и, соврав, что им нужно ехать в другую больницу, сажает её в машину, чтобы убить в дороге, но после того, как они отправляются в путь, его начинают одолевать сомнения в правильности принятого решения.

## Критика
Фильм получил главный приз Монреальского кинофестиваля, а также премию Международной федерации кинопрессы. Помимо этого, «Где горит огонь» был номинирован от Турции на «Оскар» в номинации «за лучший фильм на иностранном языке».
В марте 2013 года фильм был показан на чешском кинофестивале «Фебиофест».